# Ніколаєва Ксенія Миколаївна
Ксе́нія Микола́ївна Нікола́єва (нар. 6 вересня 1959) — українська акторка. Народна артистка України (2017). Заслужена артистка України (2001). Акторка Національного академічного драматичного театру імені Лесі Українки.

## Життєпис
Народилася Ксенія Ніколаєва в родині акторів Ганни Ніколаєвої та Миколи Пеньковича.
В 1979 році закінчила Київський державний інститут театрального мистецтва імені Івана Карпенка-Карого (зараз Київський національний університет театру, кіно і телебачення імені Івана Карпенка-Карого), курс Народного артиста України Миколи Рушковського.
З 1980 по 1994 роки працювала в Київському академічному театрі російської драми імені Лесі Українки (нині Національний академічний драматичний театр імені Лесі Українки) .
Лауреат Всеукраїнських конкурсів чтеців в 1992 і 1993 році. Лауреат Київської театральної премії «Бронек» (2009).
У Київському театрі драми і комедії на лівому березі Дніпра працює з 1994 по 2022 рік.
З 2022 актриса Національного академічного драматичного театру імені Лесі Українки.
Бере участь в програмах благодійного фонду «Рідний дім», є членом опікунської ради.

## Фільмографія
Знялась у кінокартинах:
- «Ой не ходи, Грицю» (1978, Галина)
- «Квіти лугові» (1981, Тося),
- «Колесо історії» (1981, Мар'яна),
- «Скарбничка»,
- «Право керувати» (1981, Валя)
- «Помаранчеве небо» (2006)
- «Свої діти» (2007)
- 2006 — Таємниця «Святого Патрика»
- «Інді» (2007)
- «Шляхетні волоцюги» (2018, Баронеса)
- 2019 — «Я заплачу завтра» — Зоя
- 2021 — «Теорія зла» — мати Олени.